# 渡辺善雄
渡辺善雄（わたなべ よしお、1946年- ）は、日本近代文学研究者、宮城教育大学名誉教授。

## 人物・来歴
福島県生まれ。1969年東北大学文学部国文科卒、74年同大学院文学研究科博士課程（国文学専攻）所定単位取得満期退学。1974年岐阜女子大学講師となり、1976年三重大学教育学部講師、77年助教授、1985年宮城教育大学助教授、92年教授となる。2012年定年退職、名誉教授、特任教授。この間、文部省内地研究員として東京大学法学部の明治新聞雑誌文庫で、大逆事件後の言論弾圧とそれに対する森鴎外の抵抗を調査した。その成果を『鴎外・闘う啓蒙家』（2007年）として刊行し、東北大学から文学博士号を取得した。

## 著書
- 『鴎外・闘う啓蒙家』新典社研究叢書 2007.2
- 『通説に挑む文学教材の研究 中学篇』鴎出版, 2016.9
- 『通説に挑む文学教材の研究 高校篇』鴎出版, 2016.9

共著
- 『『鴎外全集』の誕生 森潤三郎あて与謝野寛書簡群の研究』森富,阿部武彦共著. 鴎出版, 2008.5

## 論文
- <渡辺善雄